# Đạo gia
Đạo gia (tiếng Trung: 道家) là một trong những trường phái triết học quan trọng nhất trong thời kỳ bách gia chư tử của Trung Quốc. Những nhân vật đặt nền móng cho trường phái này là Lão Tử, Trang Tử.
Sau khi nhà Tây Hán thành lập, những người lãnh đạo triều đại này như Hán Cao Tổ, Hán Huệ Đế, Lã hậu và các đại thần như Trương Lương, Tiêu Hà, Tào Tham, Trần Bình đều ủng hộ việc lấy tư tưởng của Đạo gia làm nền tảng trị quốc, giảm thiểu sưu dịch, thuế má, khiến nhân dân từ nền chính trị hà khắc của nhà Tần có thể an cư lạc nghiệp. Hán Văn Đế, Hán Cảnh Đế được ca ngợi đã thừa hành đạo trị quốc của Hoàng Lão Đạo tới cực hạn, thời đại này được ca tụng là "văn cảnh chi trị", quốc gia giàu có, bá tánh yên vui.
Sau đó, học giả Nho gia là Đổng Trọng Thư đề xướng chính sách "Độc tôn Nho thuật" tới Hán Vũ Đế, các hoàng đế kế tục cũng tiếp thu chính sách này; Đạo gia từ đó không còn là tư tưởng chủ lưu nữa. Về sau vào thời nhà Tống, lý học (理学) của Trình Chu, tâm học (心學) của Lục Vương nổi lên, tư tưởng của Đạo gia bị trộn lẫn với lý học, tư tưởng Đạo gia độc lập trên cơ bản không còn tồn tại nữa.
Đạo gia tuy rằng không còn được chính quyền công nhận, nhưng vẫn tiếp tục đóng một vai trò đáng kể trong quá trình hình thành tư tưởng quần chúng tại Trung Quốc cổ đại. Ngụy Tấn huyền học, Tống Minh lý học đều lấy tư tưởng Đạo gia phát triển mà thành. Sau khi Phật giáo truyền vào Trung Quốc cũng chịu ảnh hưởng nhất định từ tư tưởng Đạo gia, thiền tông Trung Quốc ở nhiều phương diện được tư tưởng Đạo gia dẫn dắt.

## Lịch sử phát triển
Quan niệm thông thường đều cho rằng, Lão Tử là thủy tổ có thể khảo chứng của Đạo gia, thông qua Trang Tử, Liệt Tử, Dương Chu phát triển, mà trở thành một trường phái triết học, trong đó Pháp gia, Danh gia, Chiến lược gia ít nhiều cũng chịu ảnh hưởng từ Đạo gia.
Tương truyền, thời nhà Thương có Y Doãn phụ tá Thành Thang, thời nhà Chu có Lữ Thượng phụ tá Vũ Vương, đều có chủ trương cho dân nghỉ ngơi, mang theo một chút màu sắc Đạo gia. Vào thời Chiến Quốc, các học giả trường phái Mạnh Tử đề xướng học thuyết Ngũ Hành, khơi dòng trường phái Ngũ Hành gia. Trâu Diễn đề xướng học thuyết Âm Dương Ngũ Hành, cùng các học giả Đạo gia tại Tắc Hạ học cung hợp nhất, tôn Hoàng Đế làm tổ sư, hình thành học phái Hoàng Đế. Sau lại hợp nhất với trường phái Lão Tử, trở thành "Hoàng Lão Đạo gia"; nếu tính kỹ càng, thì Hoàng Lão Đạo gia không thuộc Đạo gia chính tông, mà truyền thuyết về Tam Hoàng Ngũ Đế cũng mới được hình thành vào thời Chiến Quốc.
Cuối triều đại, triều đình nhà Tần hà khắc với dân chúng, thuế má, phu dịch cực nghiêm. Sang thời Tây Hán, Hán Cao Tổ, Lã thái hậu, Hán Văn Đế, Đậu thái hậu đều lấy đạo Hoàng Lão mà trị quốc; thẳng đến lúc Đổng Trọng Thư sửa lại học thuyết Nho gia, triều đình độc tôn Nho gia, tư tưởng Đạo gia bắt đầu suy thoái, dần dung nhập vào tư tưởng Nho gia.

## Tư tưởng
Đạo gia chủ trương "Thuận theo tự nhiên", cho rằng khi mà phải dùng đến pháp luật thì đại đạo đã hỏng. Trái ngược với tư tưởng Pháp gia là dùng pháp trị dân.

## Khác biệt giữa Đạo gia và Đạo giáo
Đạo gia một trường phái tư tưởng triết học, trong khi Đạo giáo là một tôn giáo. Đạo gia hình thành vào thời Tiên Tần, tới cuối thời Đông Hán, từ "Hoàng Lão" mới bắt đầu được liên kết với khái niệm sùng bái thần tiên. Có một bộ phận học giả cho rằng, về bản chất Đạo gia rất ít có liên quan tới việc sùng bái thần tiên; Lão Tử, Trang Tử đều lấy tâm thái bình thản mà đối diện với cái chết. Đạo giáo tuy tôn Lão Tử làm tổ sư nhưng lại theo đuổi trường sinh bất lão, đây là điều xung đột với tư tưởng triết học của Lão Tử. Thời Đông Hán, có học giả Đạo gia là Vương Sung đã viết tác phẩm "Luận hành", phê phán trào lưu sùng bái thần tiên thời Hán mạt.
Mặc dù vậy, hầu hết các học giả ngày nay thường không công nhận sự phân tách này và cho rằng đó là một công cụ để nghiên cứu nhiều hơn và cũng như hai từ "Đạo Gia" và "Đạo Giáo" có thể được hoán đổi, các Đạo sĩ Chính Nhất ở thời kỳ đầu cũng gọi họ là Đạo Gia.